# Family Circle Cup 2009
Volvo Car Open 2009 — жіночий тенісний турнір, що проходив на відкритих кортах з ґрунтовим покриттям. Належав до категорії Premier Mandatory в рамках Туру WTA 2009. Відбувся в Family Circle Tennis Center у Чарлстоні (США). Тривав з 13 до 19 квітня 2009 року. Сукупний призовий фонд турніру становив 1 000 000 $.

## Учасниці

### Сіяні учасниці
| Спортсменка         | Країна                  | Рейтинг* | Сіяна |
| ------------------- | ----------------------- | -------- | ----- |
| Олена Дементьєва    | Росія                   | 3        | 1     |
| Вінус Вільямс       | Сполучені Штати Америки | 5        | 2     |
| Віра Звонарьова     | Росія                   | 6        | 3     |
| Надія Петрова       | Росія                   | 10       | 4     |
| Каролін Возняцкі    | Данія                   | 12       | 5     |
| Маріон Бартолі      | Франція                 | 13       | 6     |
| Домініка Цібулкова  | Словаччина              | 19       | 7     |
| Патті Шнідер        | Швейцарія               | 17       | 8     |
| Александра Возняк   | Канада                  | 29       | 9     |
| Пен Шуай            | Китай                   | 35       | 10    |
| Альона Бондаренко   | Україна                 | 41       | 11    |
| Бетані Маттек-Сендс | Сполучені Штати Америки | 38       | 12    |
| Віржіні Раззано     | Франція                 | 42       | 13    |
| Ольга Говорцова     | Білорусь                | 59       | 14    |
| Барбора Стрицова    | Чехія                   | 68       | 15    |
| Сабіне Лісіцкі      | Німеччина               | 63       | 16    |

- Рейтинг станом на 13 квітня 2009.

### Інші учасниці
Нижче наведено учасниць, які отримали вайлд-кард на участь в основній сітці:
- Олена Дементьєва
- Меллорі Сесіл
- Анастасія Пивоварова
- Александра Стівенсон

Нижче наведено гравчинь, які пробились в основну сітку через стадію кваліфікації:
- Шенай Перрі
- Медісон Бренгл
- Анджела Гейнс
- Анастасія Севастова
- Мелані Уден
- Абігейл Спірс
- Марі-Ев Пеллетьє
- Ленка Вєнерова

## Фінали

### Одиночний розряд
Сабіне Лісіцкі —  Каролін Возняцкі, 6–2, 6–4
- Для Лісіцкі це був перший титул за кар'єру

### Парний розряд
Бетані Маттек-Сендс /  Надія Петрова —  Ліга Декмеєре  /  Патті Шнідер, 6–7(5–7), 6–2, [11–9]